# 紀雲峰

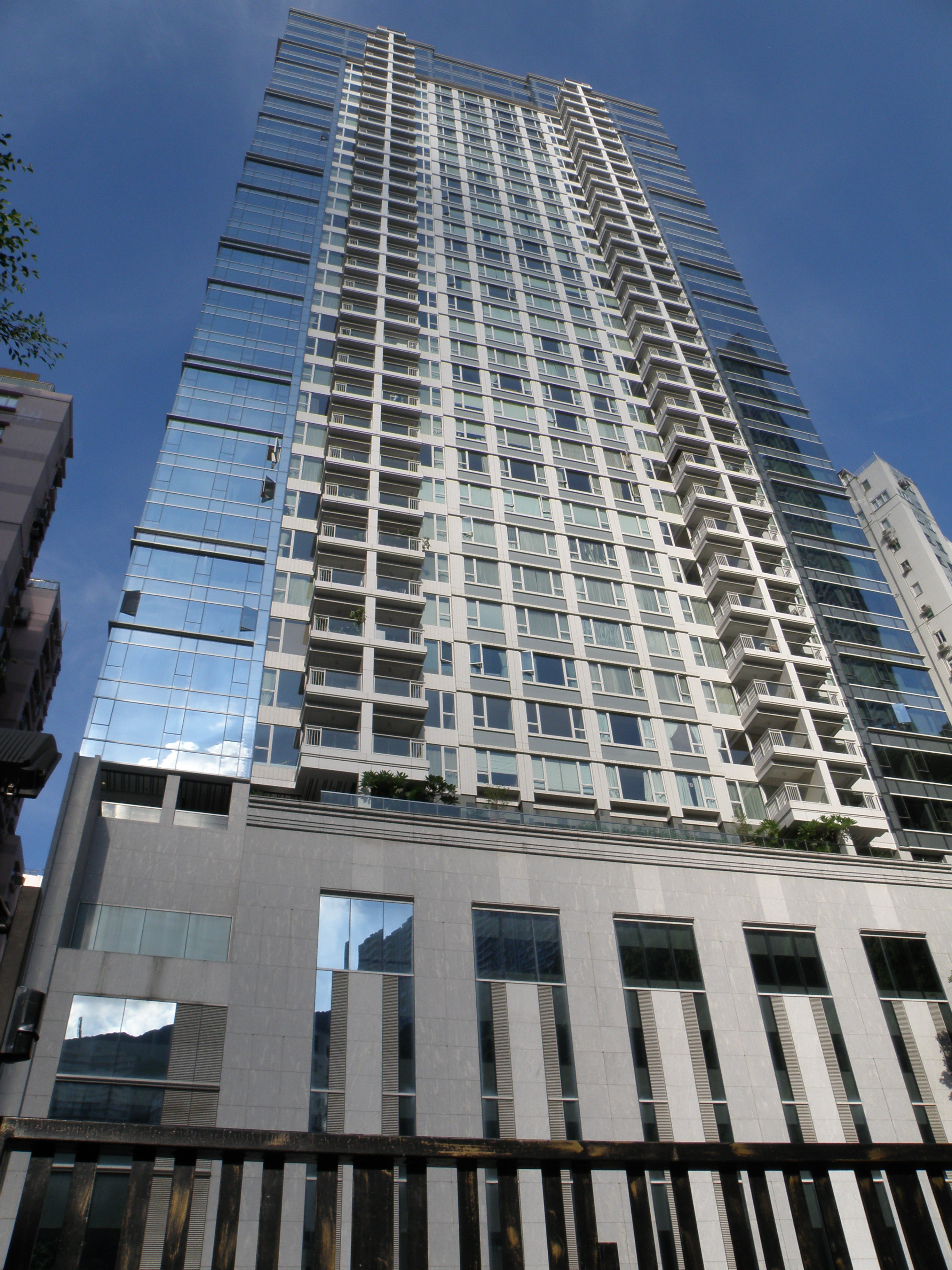
紀雲峰

紀雲峰（英語：The Altitude），是位於香港跑馬地山光道的單幢豪華住宅，樓高共39層，由嘉里建設及培新控股發展，亦由嘉里建設旗下公司管理，於2011年7月入伙。

## 歷史
紀雲峰 前身為位於「山村台1號、3號 －山川雅居及5號 －怡苑、及山光道20號南廬」五幢住宅，早於2006年中間人已分別以4億餘元購入南廬及以2億元購入山村台1號、3號及5號，其後以14億元作價售予嘉里建設及培新控股。
最終嘉里建設及培新控股把上址發展成豪宅 －紀雲峰，並於2011年7月入伙。
2013年11月紀雲峰36樓C室及D室以8,830萬元成交，C室實用面積1,452方呎，D室實用面積1,530方呎，合共2,982方呎，總實用呎價29,612元。土地註冊處資料顯示，買家羅鷹瑞（LO YING SUI），與鷹君（0041）非執行董事羅鷹瑞的中英文姓名相同。同時，紀雲峰42樓A室以1.548億元成交，實用面積3,023方呎，實用呎價51,219元，創該盤呎價新高。

## 附近物業
- 山光苑
- 華芝大廈
- 豐寧大廈

## 外部連結
- 紀雲峰 （页面存档备份，存于）